# Comunità Alta Valsugana e Bersntol
La Comunità Alta Valsugana e Bersntol (in mòcheno: Tolgamoa'shòft Hoa Valzegu' ont Bersntol) è una comunità di valle della Provincia autonoma di Trento di 55 537 abitanti con capoluogo Pergine Valsugana. Si trova nella parte centro-orientale della provincia e comprende 15 comuni prima facenti parte del Comprensorio Alta Valsugana. Il suo numero identificativo è il 4.

## Geografia
La comunità si estende su una superficie di 360 km², e confina a nord con la Comunità territoriale della Val di Fiemme (1) e con la Comunità della Valle di Cembra (5), ad est con la Comunità Valsugana e Tesino (3) e con la Provincia di Vicenza, a sud con la Magnifica Comunità degli Altipiani cimbri (12) e ad ovest con la Comunità della Vallagarina (10) e con il territorio della Val d'Adige (15).
La geografia della comunità è dominata dalla presenza del Lago di Levico e del Lago di Caldonazzo, dai quali nasce il fiume Brenta. L'altro importante corso d'acqua è il Fersina, torrente che domina la morfologia della Valle dei Mocheni, attraversa il comune di Pergine Valsugana ed infine si getta nell'Adige presso Trento.
Oltre alle due vallate principali, il territorio della comunità è composto anche da altre aree distinte: l'Altopiano di Piné, nel quale si sono sviluppati i comuni di Baselga di Piné e Bedollo, e l'Altopiano della Vigolana, altopiano ai piedi del monte omonimo e governato dal comune omonimo.

## Storia
La Comunità Alta Valsugana e Bersntol fu istituita con la legge provinciale 16 giugno 2006, n. 3; è succeduta territorialmente al comprensorio Alta Valsugana tranne per i comuni di Lavarone e Luserna passati alla Magnifica Comunità degli Altipiani cimbri.

### Simboli
Stemma: Scudo sannitico moderno in cornice porpora con al suo interno tre fasce orizzontali di cui quella centrale e quella in basso divise in due parti; nella fascia in alto tre monti aguzzi innevati su fondo azzurro con al centro una stella a sei punte; nella fascia centrale parte destra una scacchiera composta da 18 rettangoli colorati, nella parte sinistra l’elemento del castello/centro storico; nella fascia in basso parte destra tre attrezzi da minatore, nella parte sinistra una vasca/fontana termale con piedistallo/colonna sovrapposta a tre fasce orizzontali ondulate bianche. (D.G.P. 30/10/2012)
Gonfalone: Drappo rettangolare bicolore porpora/grigio, caricato nel centro dello stemma dell’ente, con sopra l’iscrizione “Comunità Alta Valsugana e Bersntol” centrata e convessa verso l’alto e sotto l’iscrizione “Tolgamoa’ schòft Hoa Valzegu’ ont Bersntol” centrata e convessa verso il basso. (D.G.P. 30/10/2012)

## Idiomi
Nella Valsugana occidentale viene parlato il dialetto trentino propriamente detto, quello tipico del Trentino centrale, ma già si sentono alcune influenze provenienti dalla lingua veneta,cosa invece comune nel resto della vallata.
Nella Valle dei Mòcheni viene invece parlata una lingua di origine germanica, il mòcheno: esso viene parlato da circa 1 600 persone, residenti principalmente nei comuni di Fierozzo, Frassilongo e Palù del Fersina (in misura minore a Sant'Orsola). Questa è una delle tre minoranze linguistiche regolamentate e protette dalla provincia di Trento (le altre sono il cimbro e il ladino). All'interno degli organi amministrativi della comunità di valle è prevista per legge la presenza di rappresentanti di origine mòchena.

## Luoghi d'interesse
Territorio dalla forte vocazione turistica, i principali luoghi d'interesse sono rappresentati dai numerosi laghi presenti: i principali sono quelli di Levico, Caldonazzo e Serraia. Lungo le sponde di questi laghi sono state istituite numerose aree naturali protette, come ad esempio il Biotopo Canneti di San Cristoforo. Altra attrazione turistica è rappresentata dal fenomeno del termalismo, sfruttato dalle storiche stazioni termali di Levico Terme e Vetriolo.
Nell'area sono presenti anche numerose testimonianze di epoca medioevale, come Castel Pergine e Castel Selva. Interessato come tutto il territorio provinciale dagli avvenimenti della prima guerra mondiale, sulle montagne della zona sono presenti numerose fortificazioni difensive austriache, quali il Complesso fortificato di Civezzano, Forte Tenna, Forte Vezzena e Forte Verle.

## Infrastrutture e trasporti
Trovandosi ad essere una cerniera di passaggio tra il Veneto e Trento, il territorio comunitario è attraversato da diverse infrastrutture viarie, sia stradali che ferroviarie. Per quanto riguarda il trasporto su gomma l'arteria principale è la Strada statale 47 della Valsugana, che nel tratto che costeggia il Lago di Caldonazzo presenta delle problematiche dovute alla riduzione da 4 a 2 corsie. La Valle dei Mocheni, invece, è raggiungibile da Pergine Valsugana percorrendo la SP 8 o la SP 135.
Il trasporto su rotaia è effettuato sulla Ferrovia Trento-Venezia, che vede sul territorio la presenza di 5 stazioni ferroviarie; tutto il tratto di competenza rientra nel progetto di metropolitana leggera di superficie. Parallela alle due infrastrutture citate scorre la Ciclopista della Valsugana, che parte da Pergine Valsugana e prosegue in direzione est.

## Assetto amministrativo
- Presidente: Andrea Fontanari
- Vicepresidente
- Consiglio dei Sindaci
- Assemblea per la pianificazione urbanistica e lo sviluppo
- Comitato esecutivo
- Inizio mandato: 18 ottobre 2022

## Comuni
| Stemma | Comune                   | Popolazione | Superficie | Altitudine | Nome locale       |
| ------ | ------------------------ | ----------- | ---------- | ---------- | ----------------- |
|        | Altopiano della Vigolana | 5 116       | 45,03      | 725        | Vigolàna          |
|        | Baselga di Piné          | 5 209       | 40,84      | 964        | Basélĝa de Piné   |
|        | Bedollo                  | 1 491       | 27,46      | 1 059      | Bedól             |
|        | Calceranica al Lago      | 1 395       | 3,37       | 465        | Calzeráneĝa       |
|        | Caldonazzo               | 3 962       | 21,46      | 480        | Caldonáz          |
|        | Civezzano                | 4 211       | 15,52      | 469        | Zivezán           |
|        | Fierozzo                 | 464         | 17,94      | 1 127      | Vlarotz           |
|        | Fornace                  | 1 336       | 7,24       | 740        | Fornás            |
|        | Frassilongo              | 352         | 16,71      | 852        | Garait            |
|        | Levico Terme             | 8 264       | 62,88      | 506        | Léveĝo            |
|        | Palù del Fersina         | 159         | 16,72      | 1 360      | Palae en Bersntol |
|        | Pergine Valsugana        | 21 684      | 54,40      | 482        | Pèrzen            |
|        | Sant'Orsola Terme        | 1 104       | 15,42      | 925        | Sánt Órsola       |
|        | Tenna                    | 1 065       | 3,14       | 569        | Téna              |
|        | Vignola-Falesina         | 199         | 11,93      | 984        | Viñòla Falésna    |

1. ↑  Dati ISPAT aggiornati al 1º gennaio 2024
2. ↑  Dati espressi in km²
3. ↑  Dati espressi in metri sul livello del mare
4. ↑  Nome della località nell'idioma locale (dialetto valsuganotto e lingua mòchena)

## Tutela Linguistica
La legge provinciale 16 giugno 2006, n. 3, che ha istituito le comunità di valle, prevede che lo statuto della comunità preveda specifiche disposizioni per assicurare la tutela e la promozione della popolazione mòchena. Inoltre il comitato esecutivo della comunità, se costituito, può essere composto da un ulteriore membro scelto dal presidente fra i sindaci dei comuni di Fierozzo, Frassilongo e Palù del Fersina.
La legge provinciale 19 giugno 2008, n. 6 prevede norme a tutela e promozione delle minoranze linguistiche locali. La comunità Alta Valsugana e Bersntol ha il compito di accertare la conoscenza della lingua mochena e il rilascio dei certificati di conoscenza con l'assistenza dell'Istituto culturale mocheno.

### Appartenenza linguistica
Secondo la rilevazione sulla consistenza e la dislocazione territoriale degli appartenenti alle popolazioni di lingua mòchena (RCDT) ISPAT del 2021, la popolazione della comunità Alta Valsugana e Bersntol è per il 2,1% di lingua mochena. Il 9,3% del totale dei rispondenti nella comunità ha dichiarato di comprendere la lingua mochena, l'1,9 di saperla scrivere.

## Galleria d'immagini

Stemma dell'ex comprensorio C4
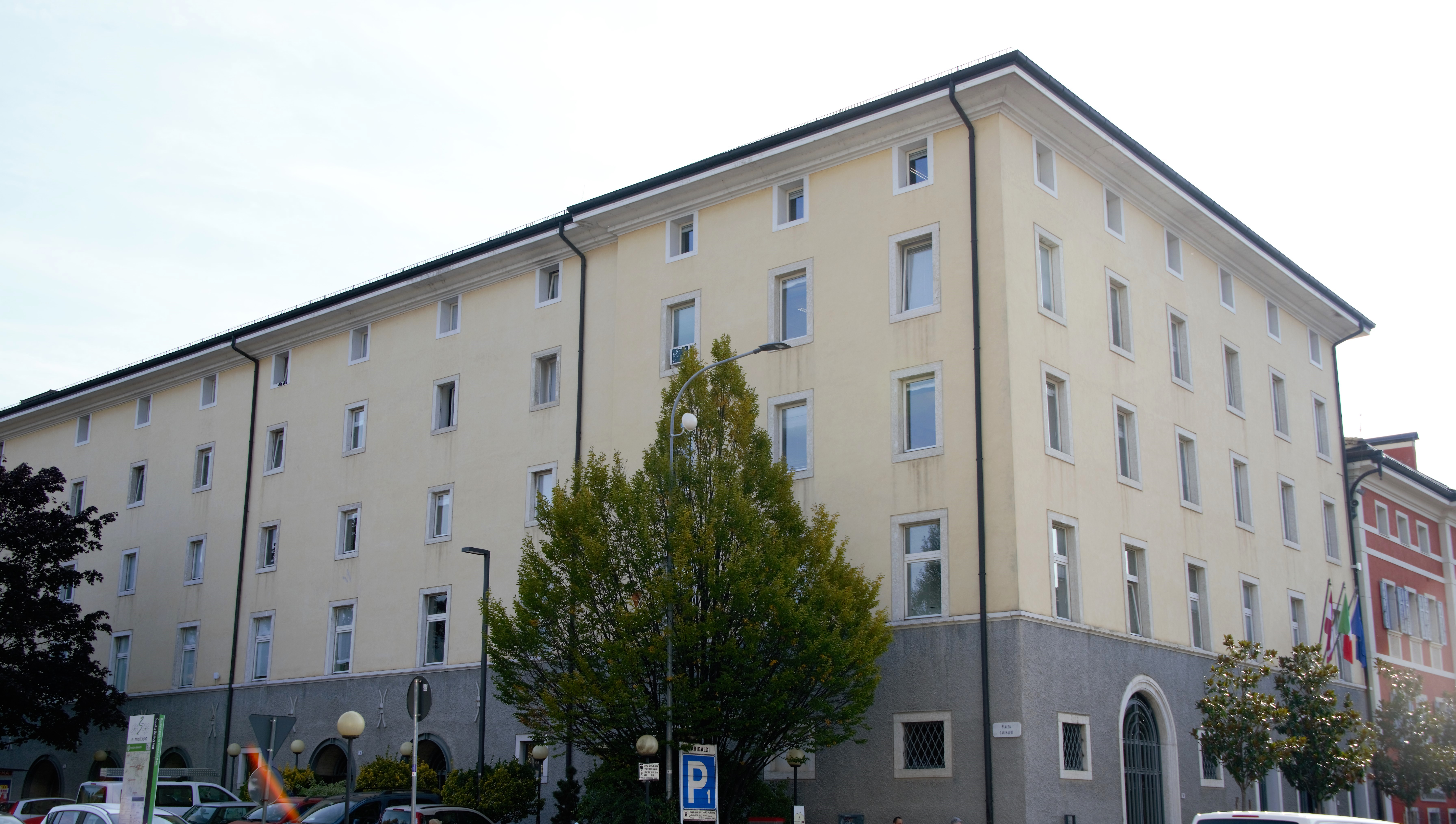
Ex filanda Chimelli-Gavazzi, sede della comunità
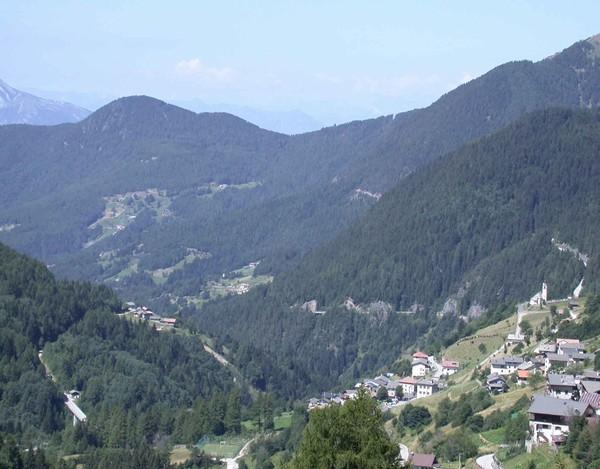
Panorama della Valle dei Mocheni (Bersntol)
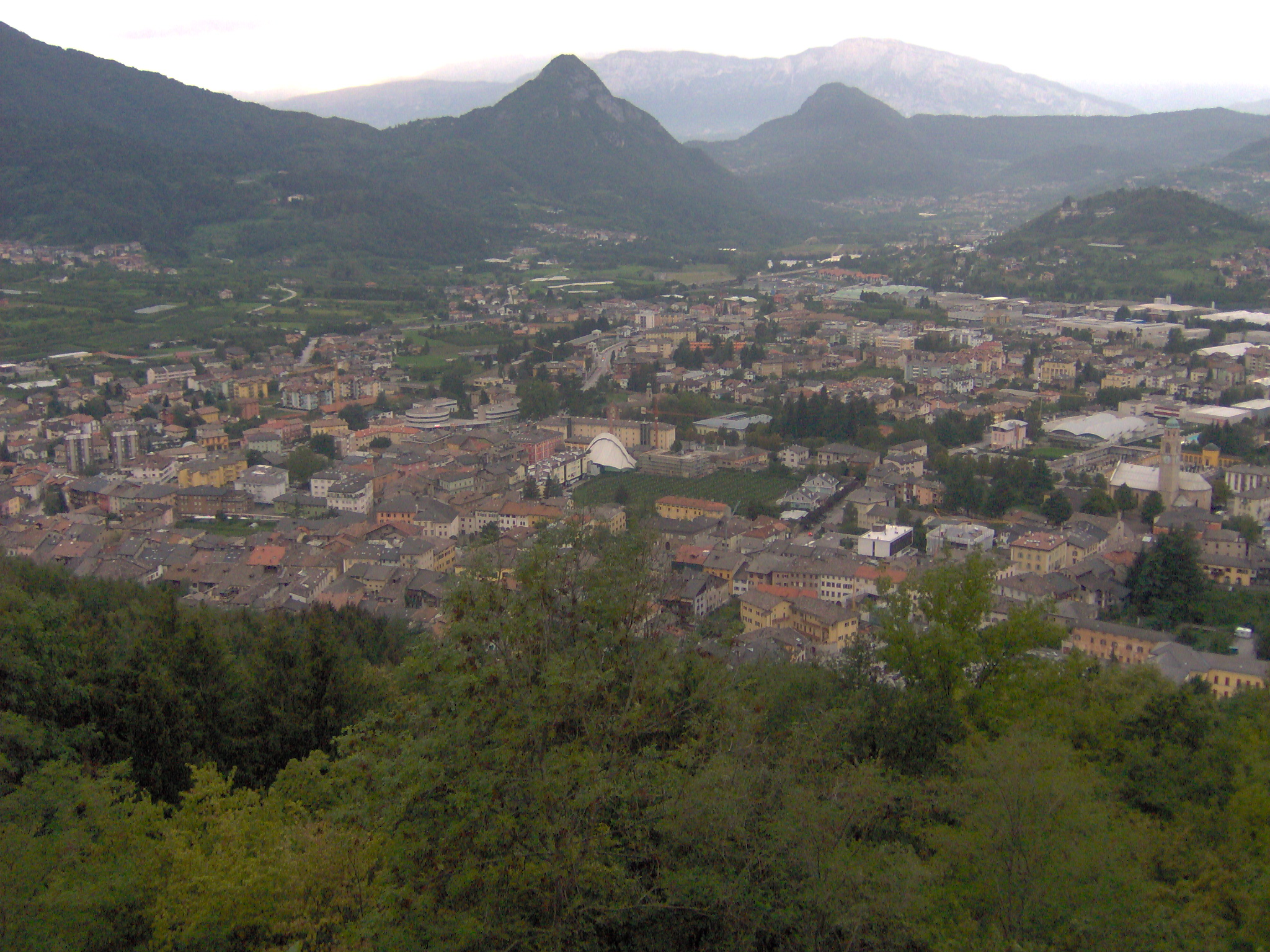
Panorama di Pergine Valsugana
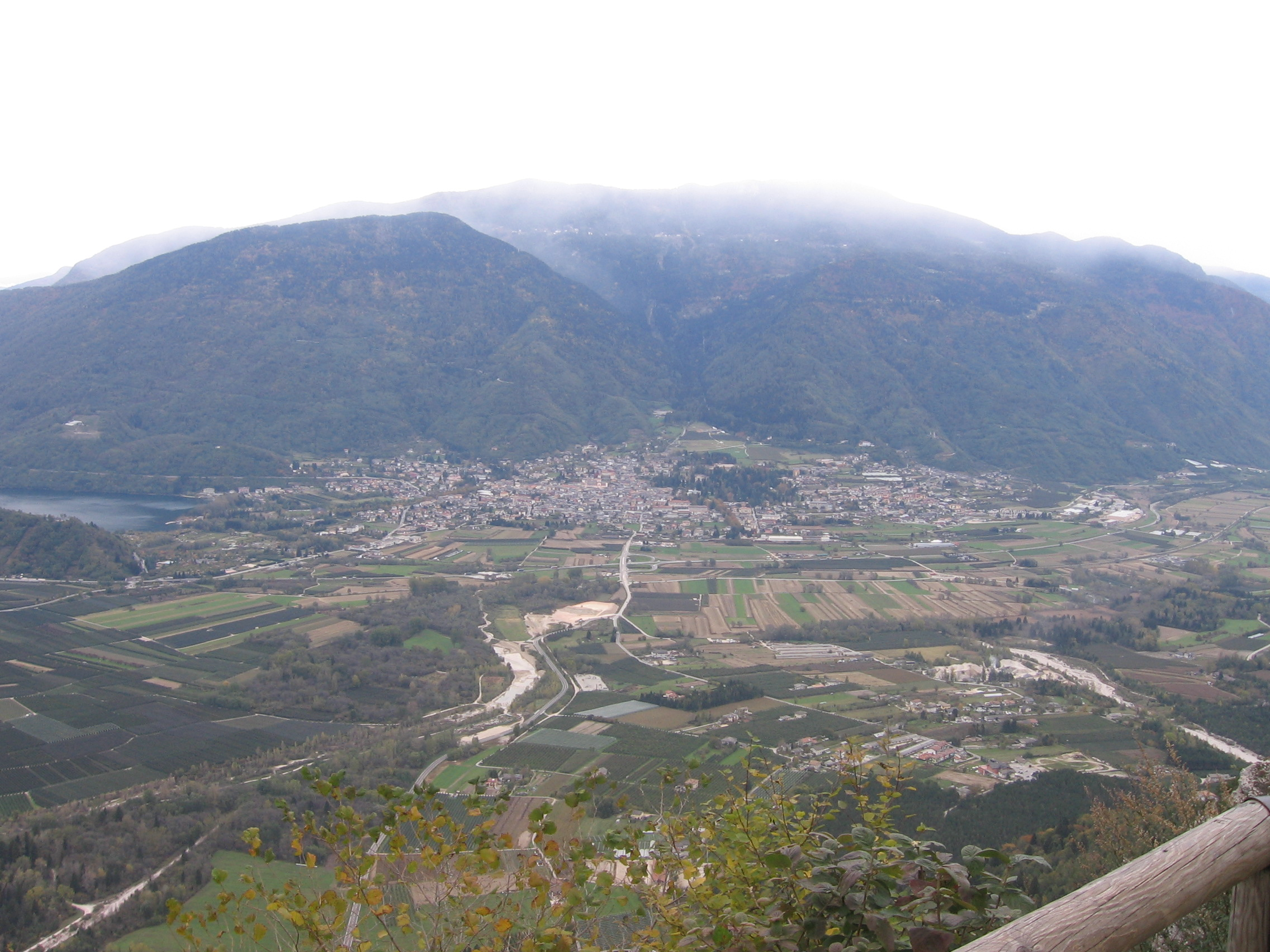
Panorama di Levico Terme
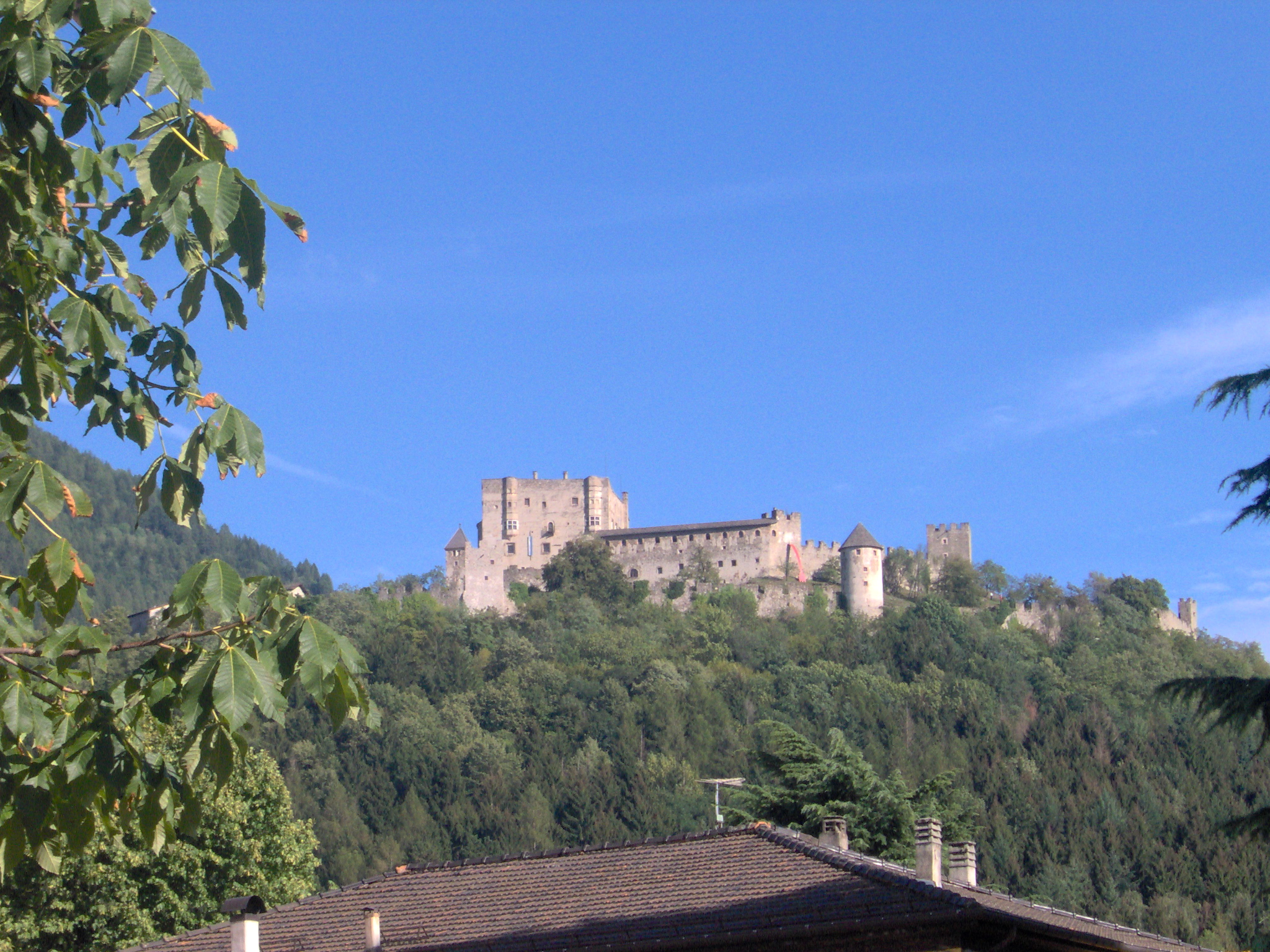
Castel Pergine visto dal centro cittadino
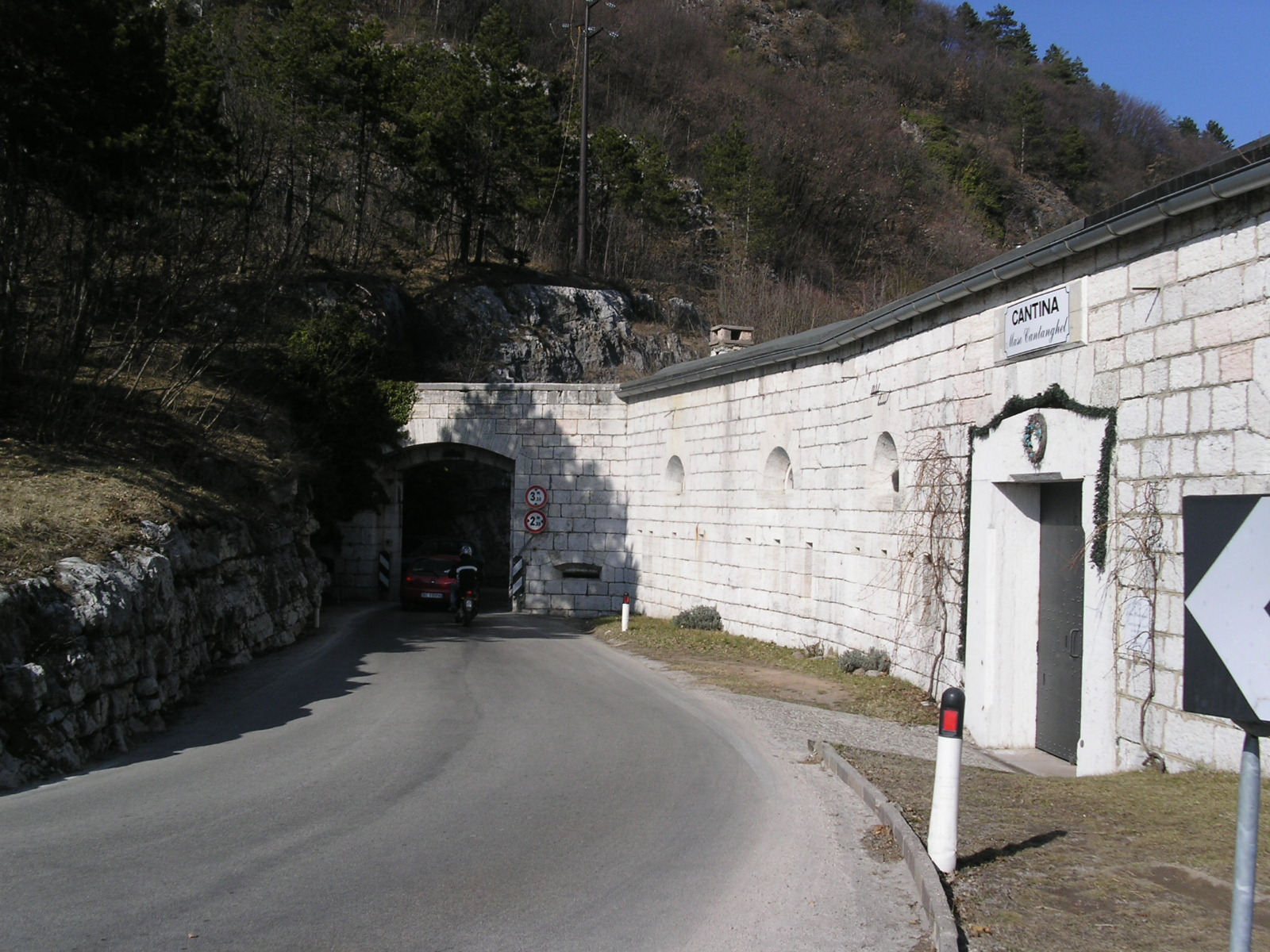
Complesso fortificato di Civezzano
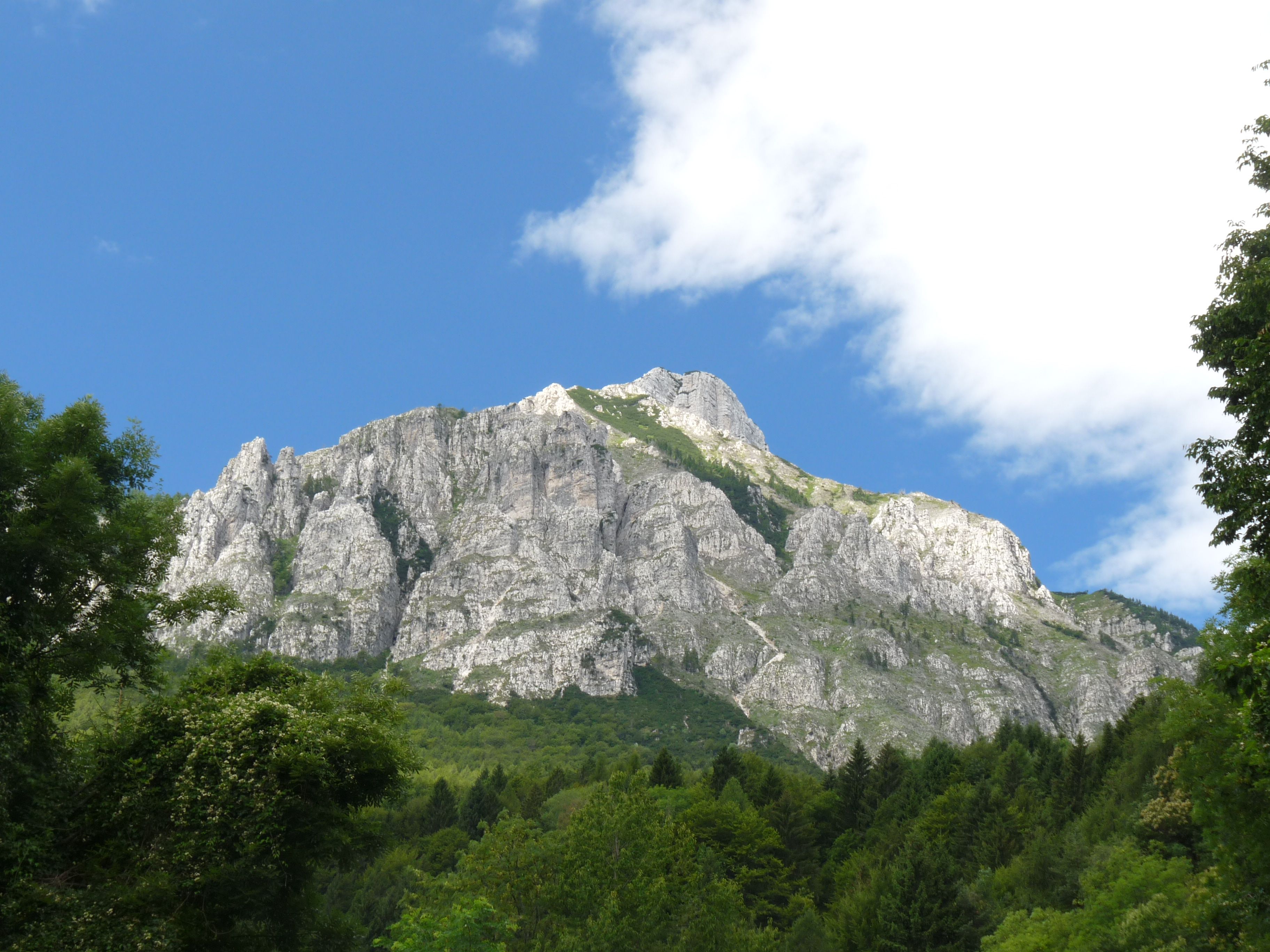
Monte Vigolana visto da est
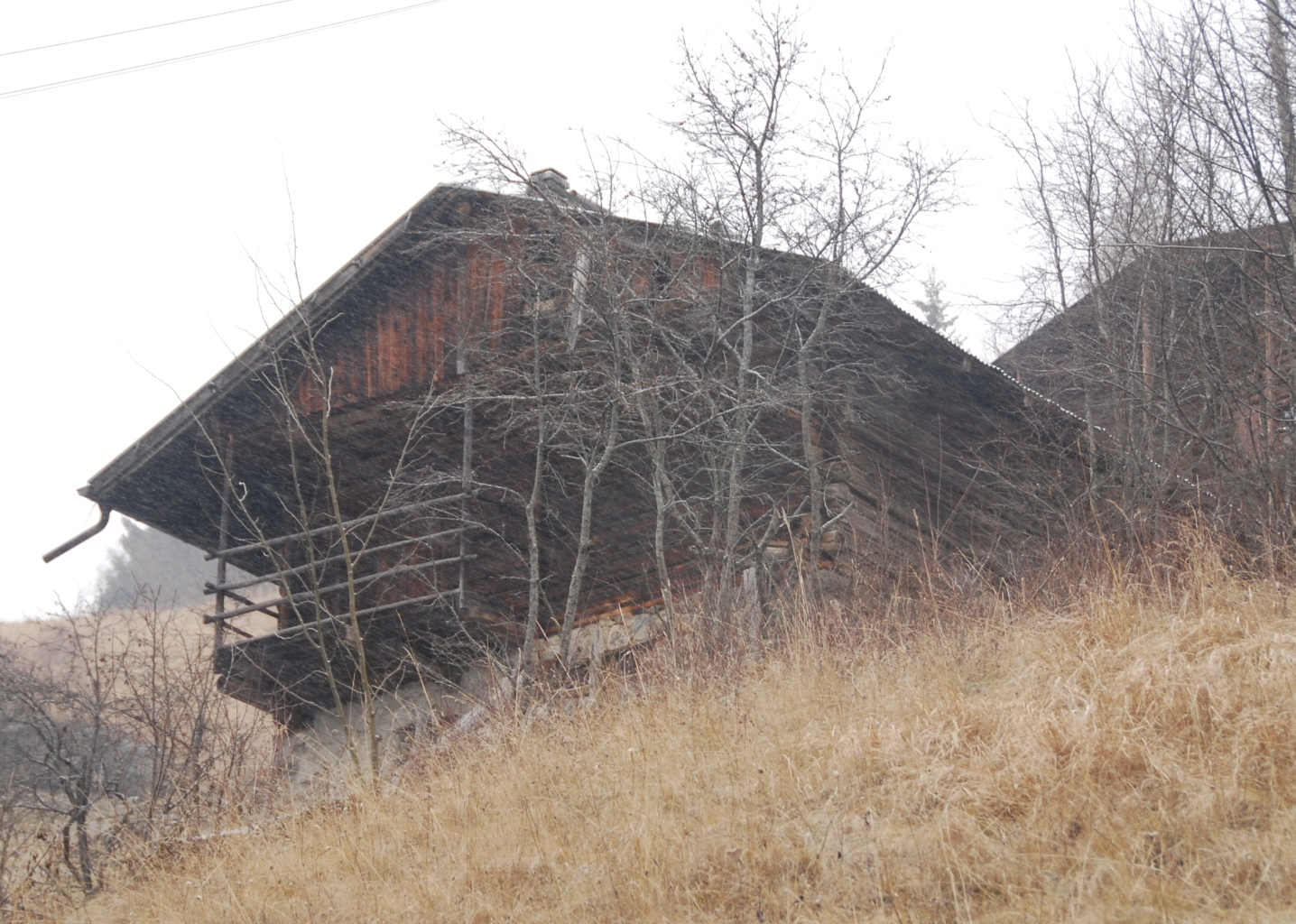
Abitazione storica della Valle dei Mòcheni